# Musée national de Colombo
Le musée national de Colombo, également nommé le musée national du Sri Lanka, est l'un des deux principaux musées de Colombo. C'est le plus grand musée du pays. Il est géré par le département du musée national du gouvernement central. Il contient des collections d'une grande importance, telles que des costumes traditionnels et des joyaux historiques, notamment le trône et la couronne des rois de Kandy, ainsi que de nombreux autres vestiges liés à l'histoire sri-lankaise.

## Fondation
Inauguré le 1er janvier 1877, le musée est créé par Sir William Henry Gregory, gouverneur britannique de Ceylan, notamment encouragé par la  Société Asiatique Royale du Sri-Lanka. L'architecte du département des travaux publics, James G. Smither (1833-1910), dessine un bâtiment de style italien. Sa construction, supervisée par Arasi Marikar Wapchie Marikar, est achevée en 1876 et le musée ouvre ses portes l'année suivante.

## Développements contemporains
Le musée reçoit le statut de musée national sous la direction de P.E.P. Deraniyagala. Neuf extensions du musée sont désormais ouvertes, dont à Jaffna, Kandy et Ratnapura.  
Une bibliothèque a également été créée le 1er janvier 1877 et constitue le noyau de la bibliothèque nationale. En 1982, le Dr Thelma Gunawardena, en fonction de 1982 à 1994, est devenue la première femme à diriger le musée. 

## Collections
Le musée comprend des œuvres d'art sri-lankaises, dont un ensemble de masques de démons, ainsi que des peintures et des objets de l'époque coloniale, notamment des armes. 
Le musée possède une copie de la statue de Tara, œuvre acquise par le gouverneur et donnée au British Museum en 1830. Une statue khmère de Lokesvara, du XIIe ou XIIIe siècle ap. J.-C. et découverte par Victor Goloubev à Dondra en 1920, témoigne des anciennes relations entre le Sri Lanka et le Cambodge. Les joyaux de la couronne et le trône du dernier roi (Sri Vikrama Rajasinha) de Kandy, restitués au Sri Lanka par le gouvernement britannique, font également partie de la collection du musée. Les galeries du rez-de-chaussée sont classées par ordre historique et les galeries supérieures par thèmes.

## Bibliothèque
Formée en 1877 par la fusion de l'Oriental Government Library et les livres de la branche sri-lankaise de la Royal Asiatic Society, la bibliothèque du musée instaure un service de dépôt légal obligatoire depuis 1885. Depuis 1974, elle est chargée de produire une bibliographie nationale . Elle comporte notamment plus de 5.000 manuscrits sur feuilles de palmier en écriture singhalaise, birmane ou cambodgienne, catalogués en 1936.

## Galerie

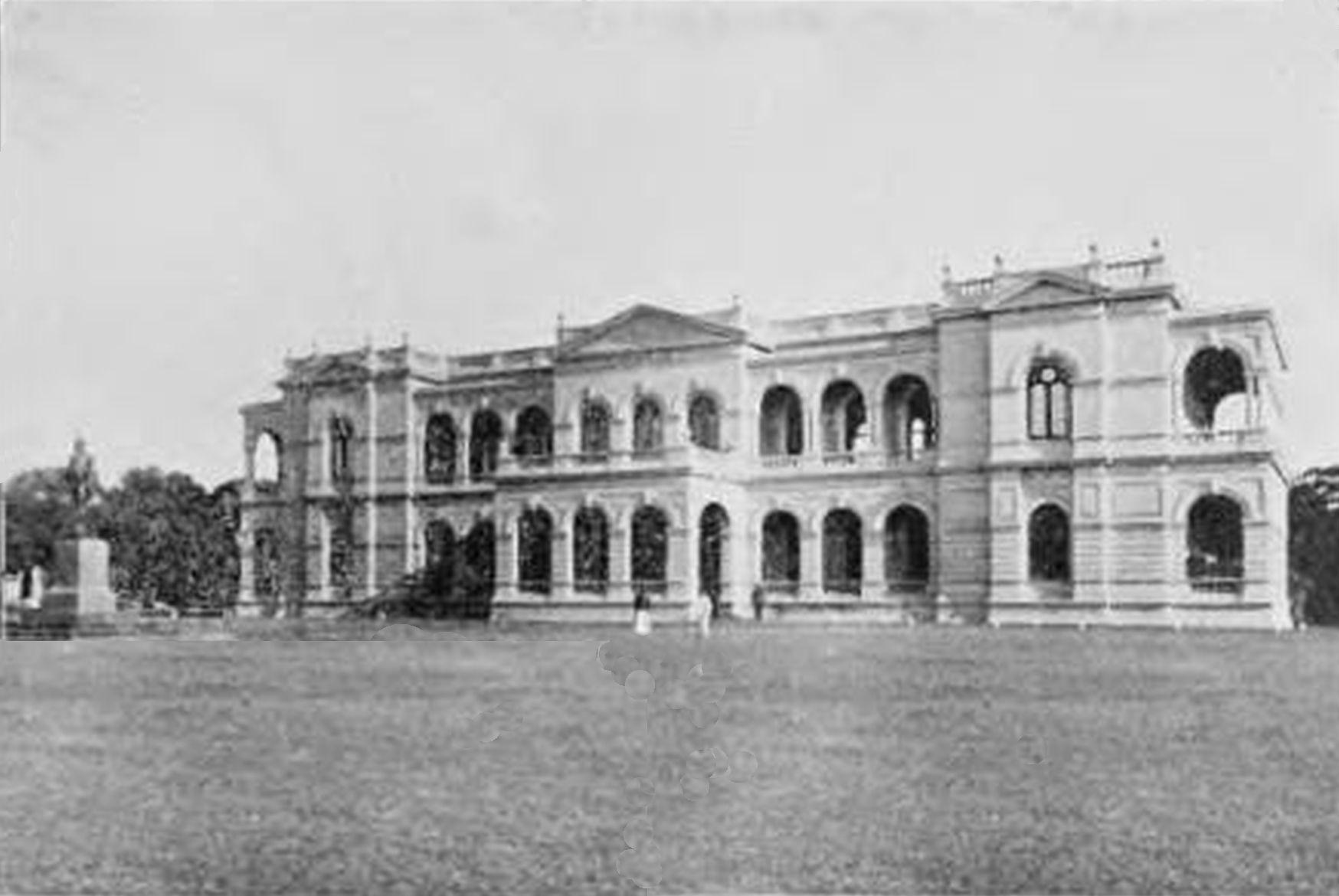
Musée en 1896.
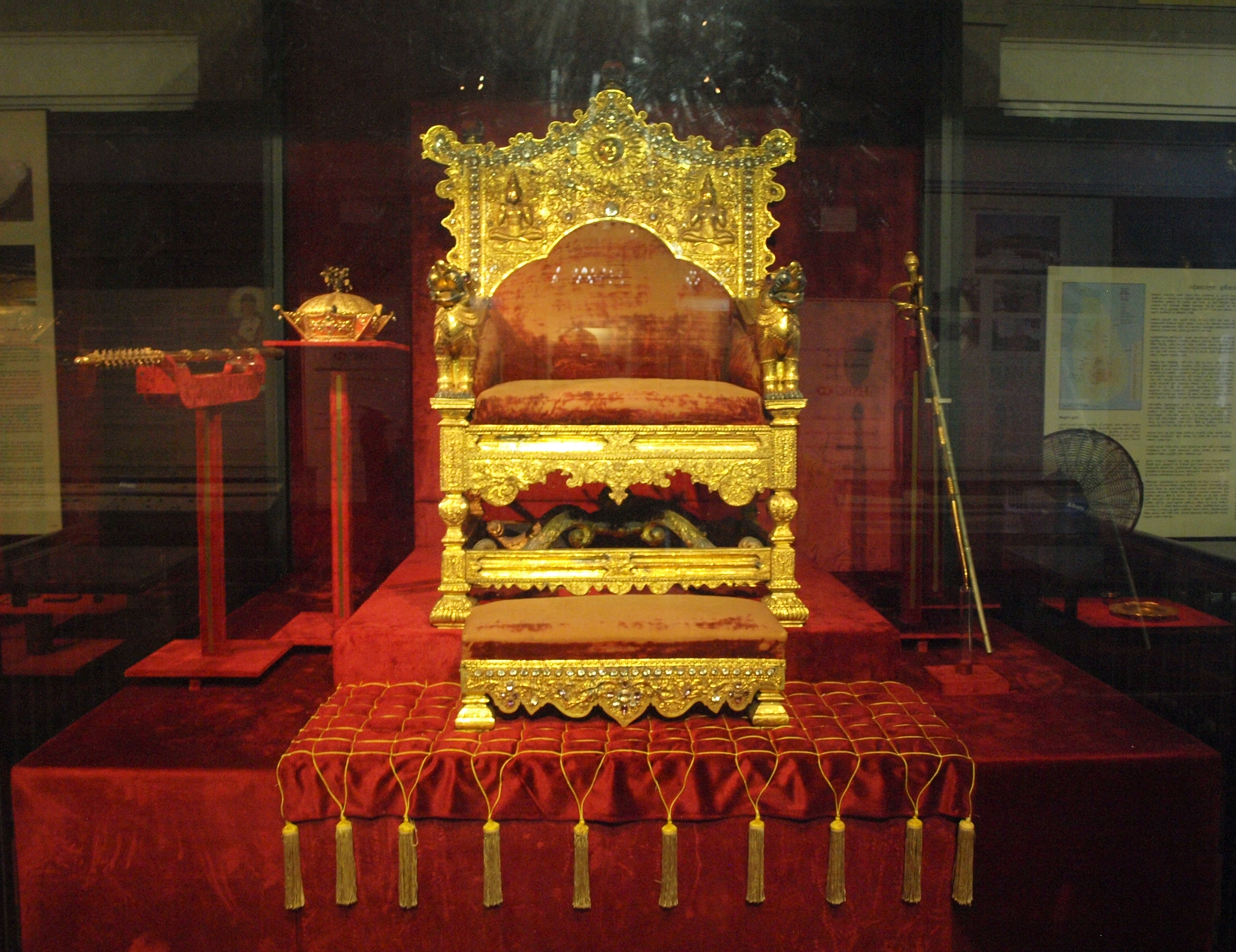
Trône des rois de Kandy.